# Jinling
Pour les articles homonymes, voir Jin Ling.
La Nanjing Jinling Beer Stock Co., Ltd. (chinois simplifié : 南京金陵啤酒有限公司) est une brasserie située à Nankin. Sa production principale est la bière jinling.

## La brasserie
La brasserie Jinling est fondée en 1958 à Nankin. Elle est depuis 1997 propriété du groupe international AB Inbev. Elle est située dans le District de Xuanwu.
Lorsque AB Inbev rachète Jinling, il acquiert également l'autre brasserie de la ville Yali, et fusionne les deux produits sur un seul site de production.

## Les bières
La jinling est une bière de type pale lager, de 3.5 degrés d'alcool. Elle se caractérise par un goût fruité et houblonné assez marqué. Conditionnée en bouteilles de 630ml.
L'autre bière de la brasserie, la yali, est toujours produite mais de façon marginale. Elle est moitié moins chère et destinée au marché rural. Selon les mots de Tan Wai Kee, manager régional en 2004, la yali est destinée à concurrencer les bières à très bas coût produites localement dans la province de Anhui « au goût d'eau de vaisselle ».